# أنتوني لويس أدروفر كولوم
أنتوني لويس أدروفر كولوم (بالإسبانية: Antoni Adrover Colom)‏ (مواليد 14 يونيو 1982 في سولير - إسبانيا) لاعب كرة قدم إسباني يلعب حاليا لصالح نادي الدرجة الأولى ريال مايوركا الإسباني منذ 2002 في مركز الجناح الأيمن كما يجيد اللعب في مركز الجناح الأيسر .

## روابط خارجية
- أنتوني لويس أدروفر كولوم على موقع قاعدة بيانات كرة القدم.إي يو (الإنجليزية)
- أنتوني لويس أدروفر كولوم على موقع Soccerway.com (الإنجليزية)